# 朱奇
朱奇（1935年—），原名朱纪舜，男，湖南湘乡人，中国作家，青海省作家协会原主席、名誉主席，中国作家协会名誉委员。